# Puccinia anemones-virginianae
Puccinia anemones-virginianae är en svampart som beskrevs av Schwein. 1822. Puccinia anemones-virginianae ingår i släktet Puccinia och familjen Pucciniaceae.   Inga underarter finns listade i Catalogue of Life.